# Afta epizootica
L'afta epizootica è una malattia infettiva altamente contagiosa dei ruminanti e dei suini; prende il nome dalle lesioni ulcerose che lascia in bocca e nelle estremità distali degli arti degli animali colpiti (in inglese Foot and Mouth Disease, "malattia del piede e della bocca").

## La causa
Nel 1888 Friedrich Loeffler e Frosch riprodussero la malattia utilizzando materiale patologico filtrato (e quindi privo di funghi e batteri), e l'afta fu così la prima malattia in assoluto per la quale fu riconosciuta l'eziologia virale. Il virus dell'afta è stato classificato nel genere Aphtovirus, famiglia delle Picornaviridae: si tratta di un virus privo di envelope e di piccolissime dimensioni (27-30 nm), caratteristiche che ne giustificano la resistenza alle alte temperature, ai solventi dei lipidi, alle condizioni ambientali e la trasportabilità attraverso le correnti d'aria anche a considerevoli distanze, risulta essere sensibile alle variazioni di pH e alla formalina. Sono conosciuti sette sierotipi virali (O, A, C, SAT 1, 2 e 3 ed Asia) tra i quali non esiste reattività crociata (e quindi neanche immunità in caso di reinfezione o di vaccinazione).

## La trasmissione
Il virus è contenuto nelle secrezioni respiratorie e nel liquido delle vescicole degli animali infetti, nelle secrezioni genitali, nelle placente degli aborti (l'afta non è di per sé una malattia abortigena), nel materiale seminale (problema non più rilevante dopo l'avvento della fecondazione artificiale). Nel latte il virus raggiunge concentrazioni altissime in virtù della replicazione a livello di alveoli mammari, quindi può essere un veicolo d'infezione molto efficiente. Le carni non sottoposte a frollatura sono altresì una modalità di trasporto del virus ragione per cui alcuni paesi importano solo carni disossate (quindi precedentemente frollate) da paesi non indenni.
L'infezione avviene per via respiratoria o attraverso piccole soluzioni di continuo della cute, mediante il contatto diretto tra animali o il contatto con materiale contaminato (attrezzature, lettiera, mangimi, ecc.). Il virus aftoso può essere anche trasportato a distanza per via aerea o attraverso il commercio di alimenti contaminati: l'esportazione clandestina di prodotti carnei e di animali è una delle vie più comuni di introduzione della malattia in territori precedentemente indenni. Anche persone e automezzi possono trasportare il virus a distanza. È stato dimostrato che alcuni capi, in particolare bovini, possono restare portatori asintomatici del virus dopo la guarigione clinica rivestendo così il ruolo di serbatoio epidemiologico della malattia, mentre il suino riveste il ruolo di amplificatore essendo escretore di titoli virali anche centinaia di volte quelli del bovino.

## Specie colpite

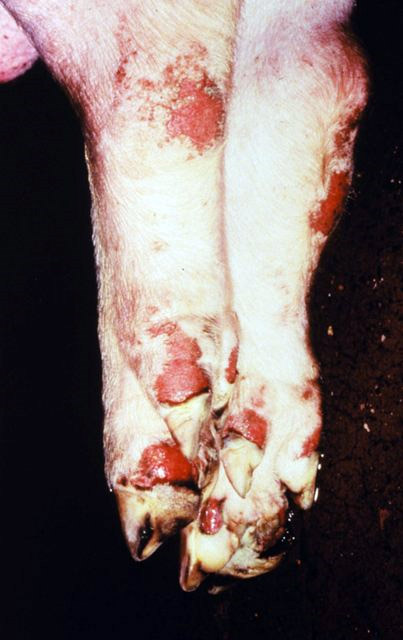
Vesciche su un maiale.

Le specie domestiche sensibili alla malattia comprendono i cosiddetti animali "a unghia fessa"  vale a dire artiodattili quali bovini, ovini, caprini e suini, ma anche bufali, zebù e camelidi. Anche gli artiodattili selvatici (cervi, antilopi, cinghiali, gnu, giraffe) possono contrarre l'infezione e in misura molto minore anche i carnivori. Negli umani sono stati registrati rari casi di comparsa di lesioni aftose in seguito al contatto con animali infetti, guarite senza complicazioni.

## Sintomi
Una volta introdotta in un gruppo di animali, la malattia si diffonde rapidamente. Il periodo d'incubazione è di 6 giorni. Inizialmente si ha febbre oltre 40 °C e un drastico calo della montata lattea nelle femmine in lattazione, e dopo circa 24 ore la comparsa di lesioni vescicolose in bocca e sull'inserzione dell'unghione (cercine coronario), in particolare nello spazio interungueale; il virus si riproduce nello strato spinoso degli epiteli della cute, delle mucose (inizialmente alla base della lingua), dei prestomaci nei ruminanti, delle cellule degli alveoli mammari attivi.
Abbiamo in generale formazione di erosioni e vescicole a livello delle narici e della cavità boccale (inizialmente alla radice della lingua), sul musello, sulle labbra, mammelle, spazi interdigitali e pilastri del rumine, negli animali neonati o molto giovani a livello cardiaco si riscontrano lesioni necrotiche che prendono il nome di "cuore tigrato di Kitt", più facilmente apprezzabili all'esame clinico nel suino sono le lesioni a livello del grugno. Le vescicole tendono a rompersi provocando la pressoché completa perdita dell'epitelio della mucosa orale; la conseguente irritazione e dolorabilità provoca una marcata scialorrea e inappetenza; il dolore provocato dalle lesioni ungueali genera zoppìa e depressione; sono possibili infezioni batteriche secondarie e anche gli aborti sono frequenti non tanto per azione del virus quanto per la debilitazione dell'animale.
Negli ovicaprini i segni clinici sono generalmente meno gravi e meno evidenti. La mortalità è generalmente bassa tranne nei neonati dove spesso si ha la morte per le lesioni necrotiche a livello cardiaco, ma gli animali che superano la malattia sono fortemente debilitati, il bovino che è il serbatoio epidemiologico della malattia risulta continuare a essere escretore del virus a livello di tonsille.

## Profilassi
La malattia rientra tra quelle elencate nella ex lista A dell'OIE, è previsto l'obbligo di denuncia al sindaco del comune dove il focolaio o il sospetto focolaio è avvenuto, ciò in aree indenni comporta l'istituzione di zona di protezione e zona di sorveglianza intorno al focolaio stesso, con divieto di spostamento per qualsiasi motivo degli animali delle specie sensibili, è imposto l'abbattimento di tutti i capi dell'allevemento e l'incenerimento completo delle carcasse e la disinfezione dell'allevamento stesso con un'accurata gestione dei liquami dove il virus può persistere attivo parecchio tempo.
Moltissime le nazioni che bloccano le importazioni di animali e prodotti di origine animale da paesi dove vi sia presenza della malattia, la vaccinazione è impiegata solo in aree in cui le epizoozie di afta sono ancora frequenti. Attualmente in Unione europea la vaccinazione non è autorizzata in modo che l'animale che presenta anticorpi rimanga garanzia di positività per contatto con il virus. La prevenzione della malattia avviene mediante il controllo sulle importazioni di animali e prodotti di origine animale. L'ultimo caso confermato di afta in Italia risale al 1993, in Europa risulta eradicata salvo alcuni focolai in Bulgaria, in Inghilterra alcuni focolai son stati registrati nell'agosto 2007. Destano attenzione per un rientro in Europa, il focolaio in Germania nel mese di gennaio 2025, nei primi di marzo a Gyor, nel nord-ovest dell'Ungheria, al confine con la Slovacchia e il 21/03 tre focolai in territorio slovacco.